# أدريان فوستر (لاعب هوكي جليد)
أدريان فوستر هو لاعب هوكي جليد كندي، ولد في 15 يناير 1982 في ليثبريدج في كندا.

## وصلات خارجية
- أدريان فوستر على موقع دوري الهوكي الوطني (الإنجليزية)
- أدريان فوستر على موقع EliteProspects.com (الإنجليزية)
- أدريان فوستر على موقع Eurohockey.com (الإنجليزية)
- أدريان فوستر على موقع HockeyDB.com (الإنجليزية)